# Чжао Го, Мария
Мария Чжао Го (кит.  婦趙郭瑪利, 1840 г., Чжаоцзя, провинция Хэбэй, Китай — 28 июля 1900 года, Чжаоцзя, провинция Хэбэй, Китай) — святая Римско-Католической Церкви, мученица.

## Биография
Мария Чжао Го родилась в 1840 году в деревне Чжоцзя, провинция Хэбэй, Китай.
В 1899 году в Китае началось ихэтуаньское восстание боксёров, во время которого со стороны повстанцев стали жестоко преследоваться христиане. 28 июля 1900 года Мария Чжао Го вместе со своими дочерьми Марией Чжао и Розой Чжао пытались спрятаться от преследований повстанцев в колодце. Боксёры смогли достать их колодца и предложили им отречься от христианства. Мария Чжао Го вместе со своими дочерьми осталась верна своей вере, за что повстанцы отвели их на кладбище, где всех их убили.

## Прославление
Мария Чжао Го была беатифицирована 17 апреля 1955 года Римским Папой Пием II и канонизирована 1 октября 2000 года Римским Папой Иоанном Павлом II вместе с группой 120 китайских мучеников.
День памяти в Католической Церкви — 9 июля.

## Источник
- George G. Christian OP, Augustine Zhao Rong and Companions, Martyrs of China, 2005, стр. 88 (недоступная ссылка)  (англ.)